# 高輪寺遺跡
高輪寺遺跡（こうりんじいせき）は、埼玉県久喜市吉羽1丁目41他に所在する遺跡（埋蔵文化財包蔵地）である。
座標: 北緯36度03分55.1秒 東経139度41分15.7秒 / 北緯36.065306度 東経139.687694度

## 概要
高輪寺遺跡は旧石器時代・縄文時代・弥生時代・古墳時代の遺跡である。この時代の他に歴史時代の出土品・遺構も発見されている。「高輪寺遺跡」という名称は遺跡所在地に隣接する「高輪寺」にちなんだものである。主な出土品として旧石器時代のスクレイパー、縄文時代の住居跡・土壙・ファイアピット・土器・石鏃・打製石斧・磨製石斧・石匙・石核・敲石・石皿・磨石・凹石掻器・石錐・礫器・砥石・石棒など、弥生時代の土器の小片・磨製石鏃、古墳時代の土師器・土錘、歴史時代の中世墓・板石塔婆・人骨・カワラケ・古銭・井戸・土器および陶磁器などである。
遺跡は中落堀川の東方に並行し、北西より南東に延びる関東ローム層の台地上の中央部に位置している。遺跡の発掘調査が行われた当時、周辺は水田や畑などが多く残る様相であったが、今日では吉羽土地区画整理事業が完了し一帯は新市街地となっている。なお、遺跡所在地の標高は11.6mであり、南側は緩やかな傾斜、北側は急な傾斜となっており、遺跡は北寄りに所在している。遺跡北側の低地は土地区画整理事業の際に土盛りがなされている。所在地に太田集会所、北側に吉羽公園・稲荷台用水（現在は埋立）、東側に久喜市立中央図書館・高輪寺・明王院、西側に千勝神社が位置している。今日では吉羽1丁目となっているが、区画整理事業前の地番としては吉羽字西、吉羽字上宿1551他、吉羽字吉羽1555他、吉羽字寺田1725他、西2437他である。調査は吉羽土地区画整理事業に伴い発掘調査が行われた。また、高輪寺遺跡周辺には吉羽北遺跡・西遺跡・千勝神社西遺跡・稲荷神社遺跡・吉羽西遺跡・吉羽宿遺跡・吉羽遺跡などが分布している。

## 発掘調査略歴
- 第一次発掘調査 - 1978年（昭和53年）1月17日 ~ 3月28日
- 第二次発掘調査 - 1978年（昭和53年）9月11日 ~ 1979年（昭和54年）1月12日

## 参考資料
- 『久喜市埋蔵文化財調査報告書　高輪寺遺跡』　久喜市教育委員会 発行　1979年（昭和54年）3月31日 発行
- 『久喜市史調査報告書　第7集　久喜市の遺跡』　久喜市史編さん室 編集　久喜市 発行　1987年（昭和62年）2月20日 発行
- 『久喜市史　通史編　上巻』　久喜市史編さん室 編集　埼玉県久喜市 発行　1992年（平成4年）1月20日 発行